# Suermondt-Ludwig-Museum
Das städtische Suermondt-Ludwig-Museum wurde 1883 vom Museumsverein Aachen als Suermondt-Museum gegründet. Es erhielt seinen Namen nach dem ersten großen Stifter, dem Stahlunternehmer, Bankier und Kunstmäzen Barthold Suermondt.

## Gebäude
Ab 1883 befand sich die Sammlung Suermondts im Museum in der Comphausbadstraße 11, wo im November 1900 auch ein erstes öffentliches Lesezimmer eingerichtet wurde.  Durch das stetige Anwachsen der Sammlung wurden größere Räumlichkeiten erforderlich.
Seit 1901 befindet sich das Museum im Stadtpalais Villa Cassalette, es wurde bei einer öffentlichen Versteigerung durch die Stadt Aachen 1898 erworben. Dieses Gebäude in der Wilhelmstraße wurde 1883–1888 von dem Aachener Architekten Eduard Linse für Eduard Cassalette, einen Enkel des Gründers der Aachener Kratzenfabrik Cassalette, Peter Joseph Cassalette, erbaut. Die Fassade im historistischen Stil des Neumanierismus orientiert sich an der Biblioteca Marciana in Venedig. Noch im Jahr 1898 wurde die Villa Cassalette im Inneren den Bedürfnissen eines Museums angepasst, dabei wurden einige Zwischenwände entfernt und neue Durchgänge geschaffen, vor allem wurde aber die Goldtapete verkleidet, um einen neutralen Hintergrund für die ausgestellten Gemälde zu bekommen.
Im Jahr 1901 wurde das Gebäude durch einen zweigeschossigen Trakt mit Oberlichtsälen in Richtung Martin-Luther-Straße erweitert. Dafür wurden die Küche und der Wintergarten entfernt und an deren Stelle ein neobarockes Treppenhaus errichtet. Am 26. November 1901 zog das Städtische Suermondt-Museum in das Gebäude ein.
In den Jahren 1928 bis 1930 wurde ein zweiter Erweiterungsbau realisiert: An der Martin-Luther-Straße wurde ein zweigeschossiger Gebäudeteil mit drei Sälen im Erdgeschoss und fünf Räumen im Obergeschoss gebaut.
Unmittelbar nach der Befreiung Aachens im Oktober 1944 beherbergte das Gebäude zunächst die Kommandantur der US-Army. Im Dezember 1945 wurde das Museum wieder eröffnet.
Den von 1992 bis 1994 ausgeführten Erweiterungsbau des Museums auf dem 11 mal 90 Meter großen Nachbargrundstück planten die Architekten Busmann + Haberer.
Das Suermondt-Ludwig-Museum beherbergt in den ehemaligen Wohn- und Empfangsräumen mit 55.000 Bänden eine der größten Sammlungen von Kunstliteratur in Nordrhein-Westfalen.

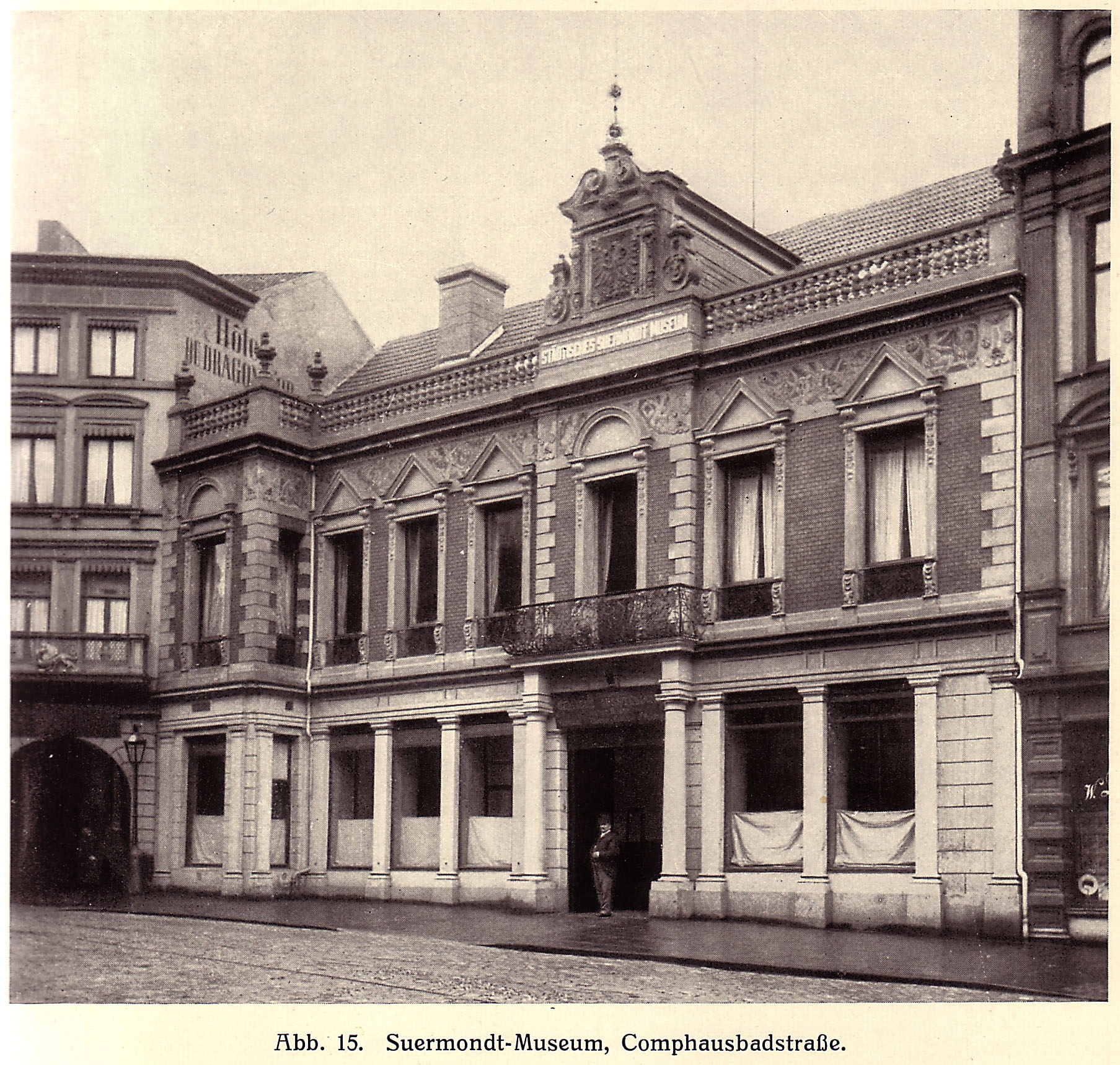
Altes Suermondt-Museum von 1878 bis 1901 in der Comphausbadstraße
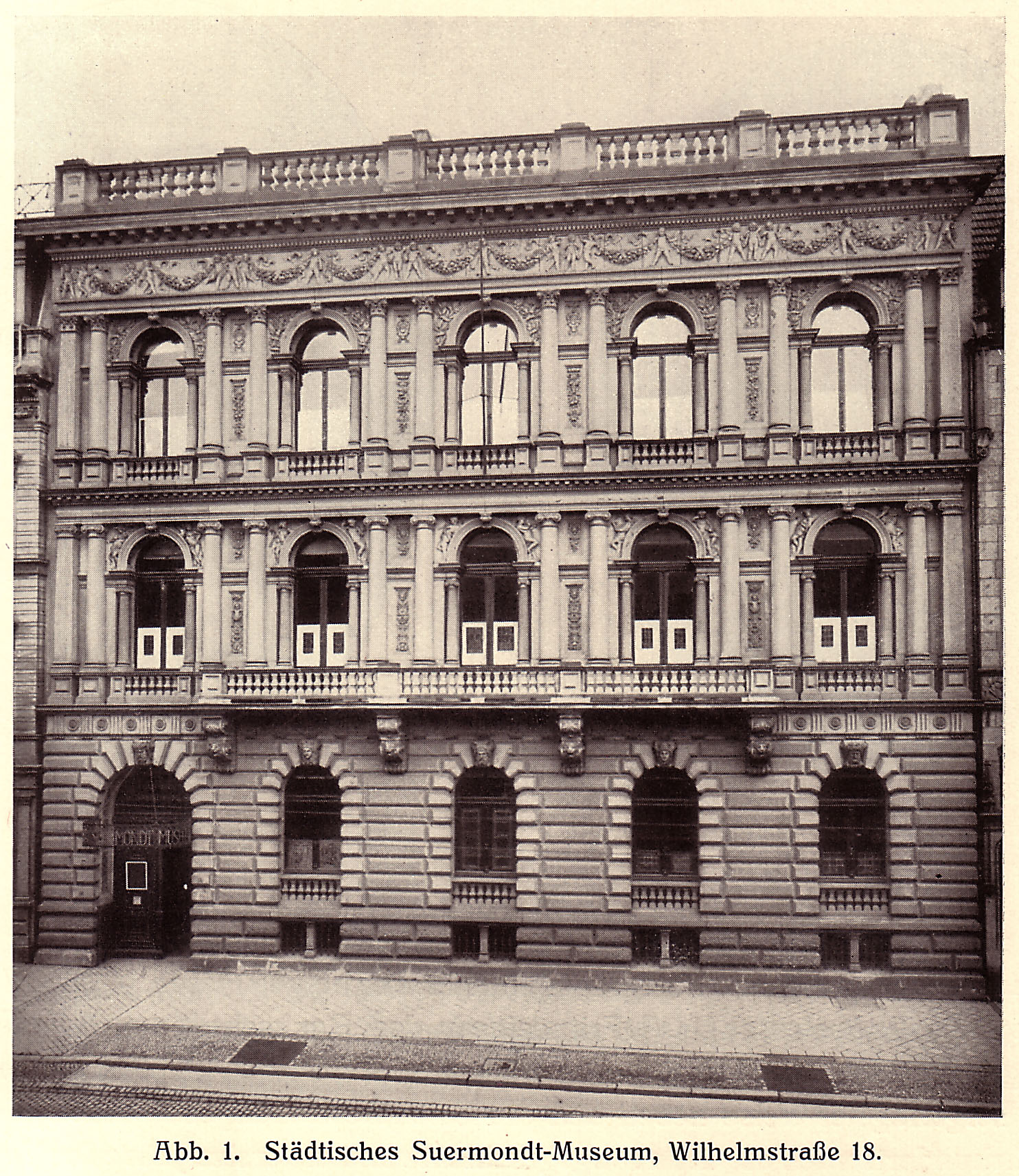
Neues Suermondt-Museum ab 1901 in der Wilhelmstraße
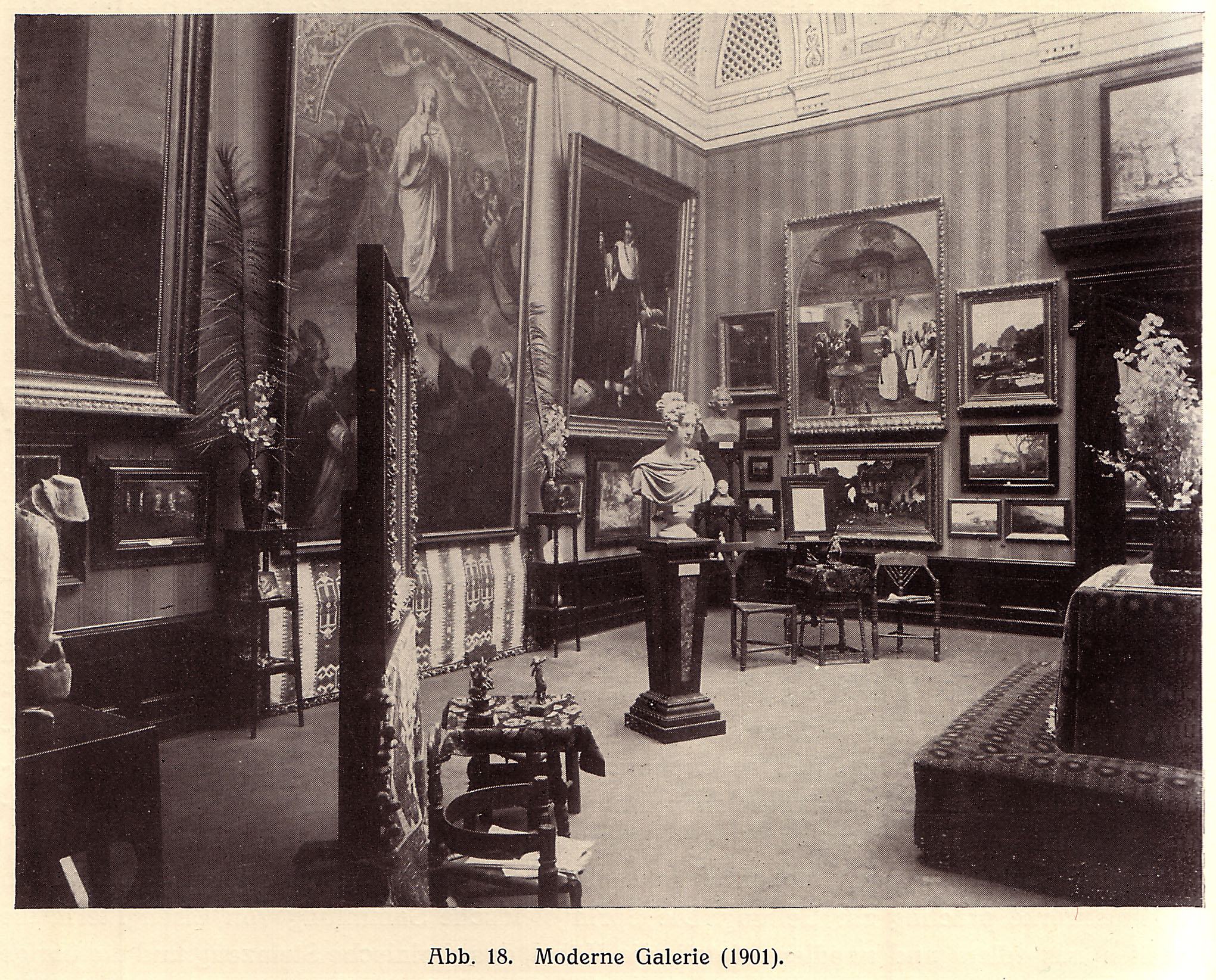
Innenansicht des Suermondt-Museums um 1901
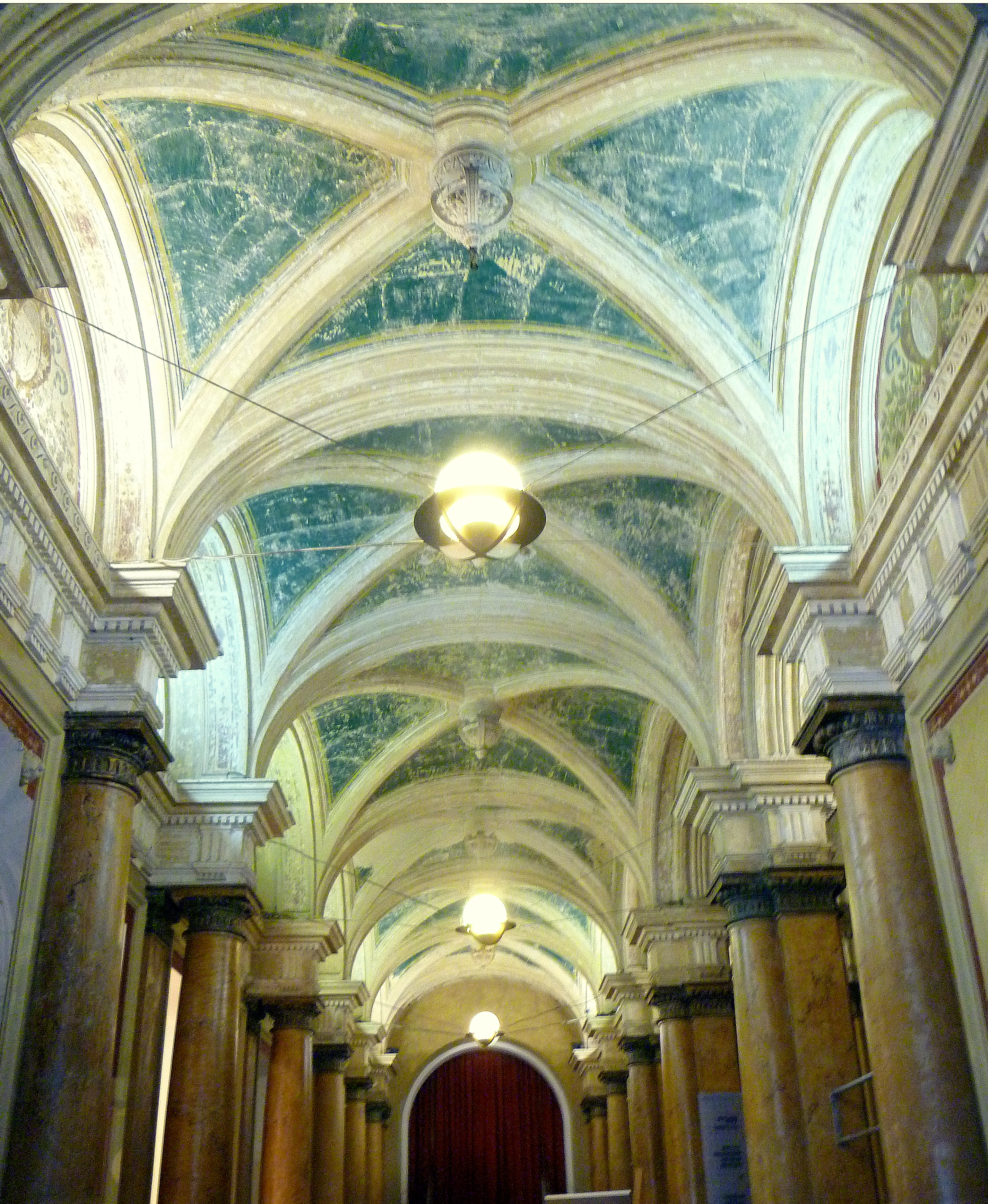
Kutschereinfahrt
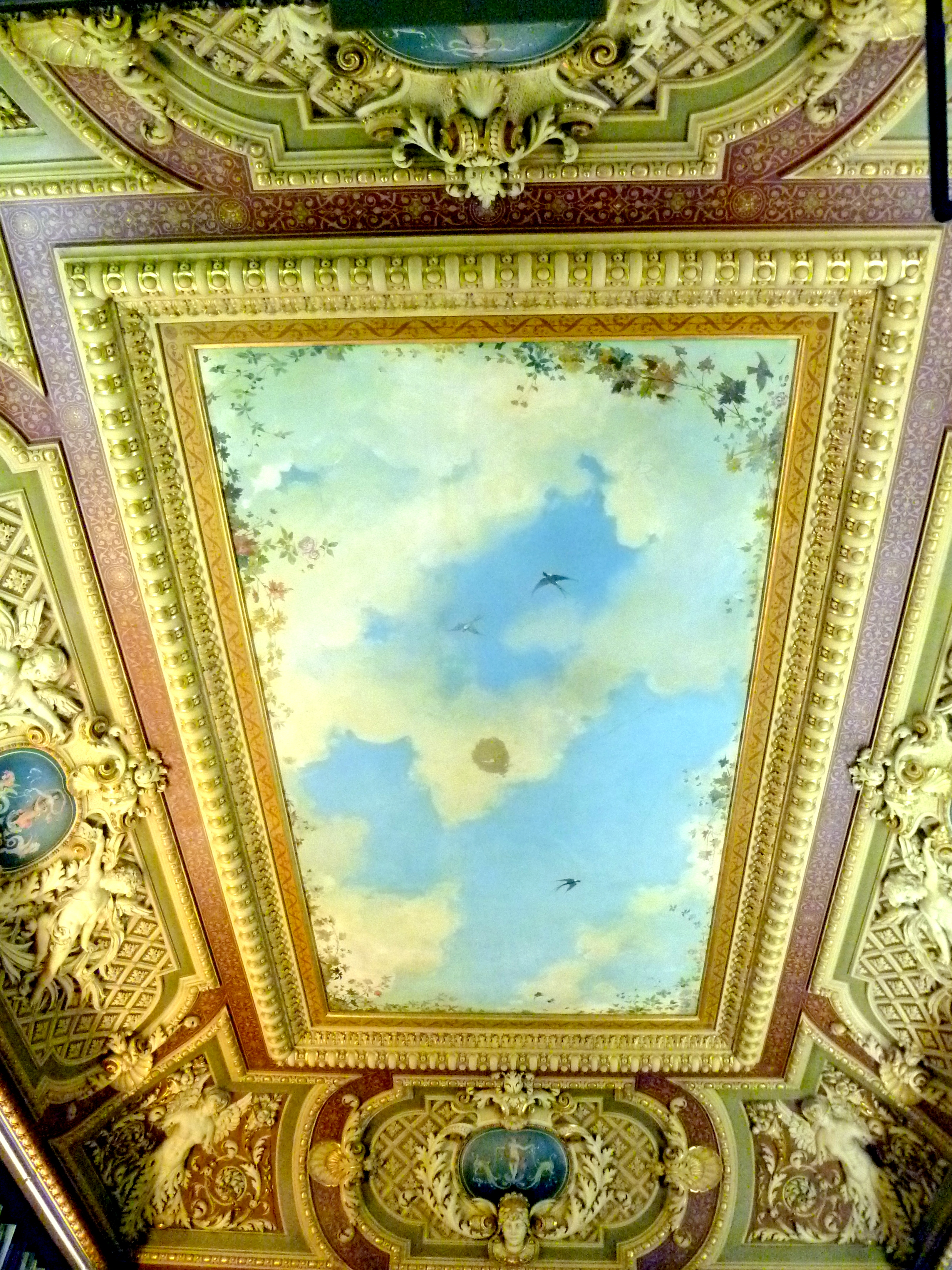
Decke Festsaal
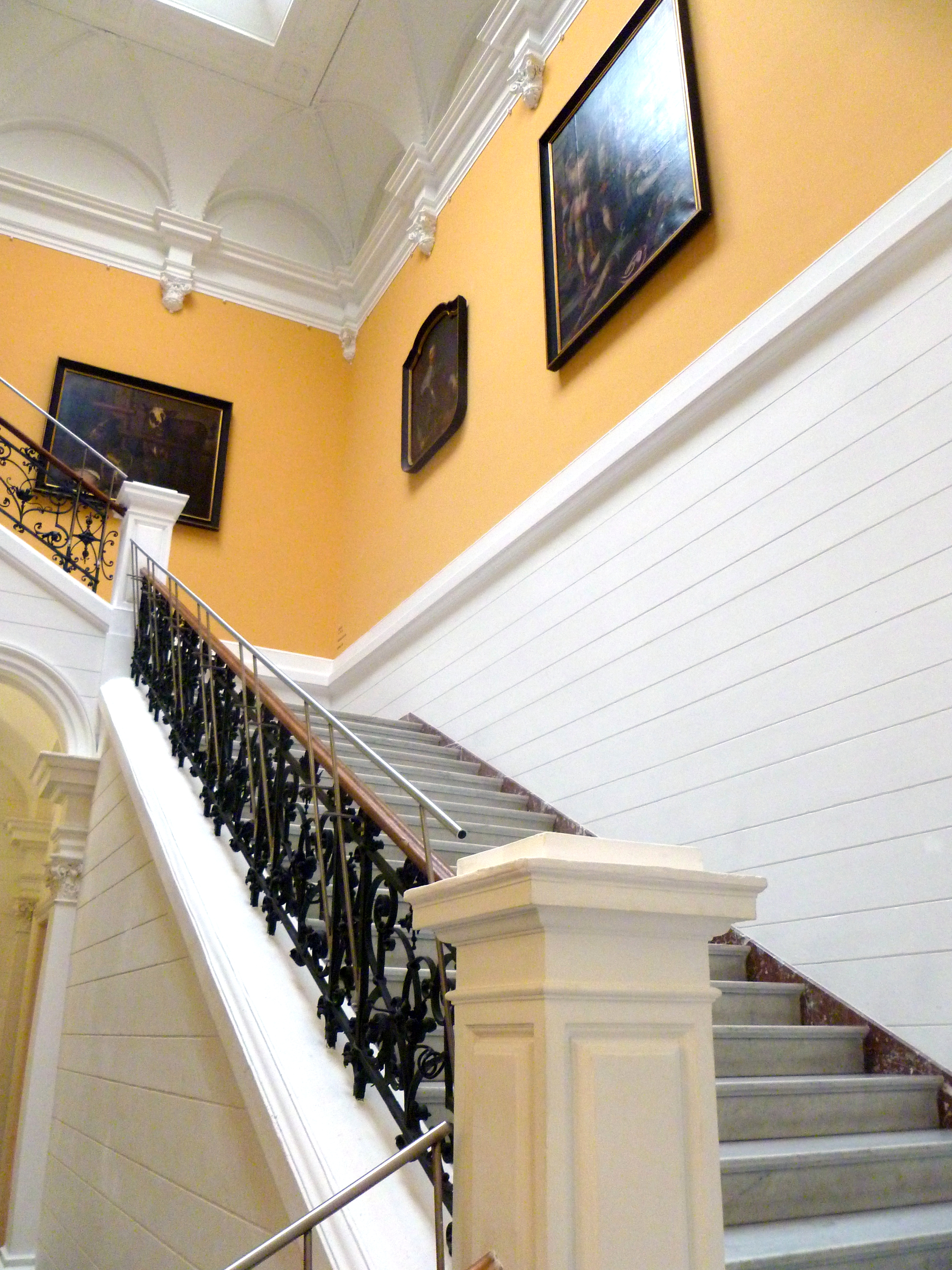
Treppenaufgang
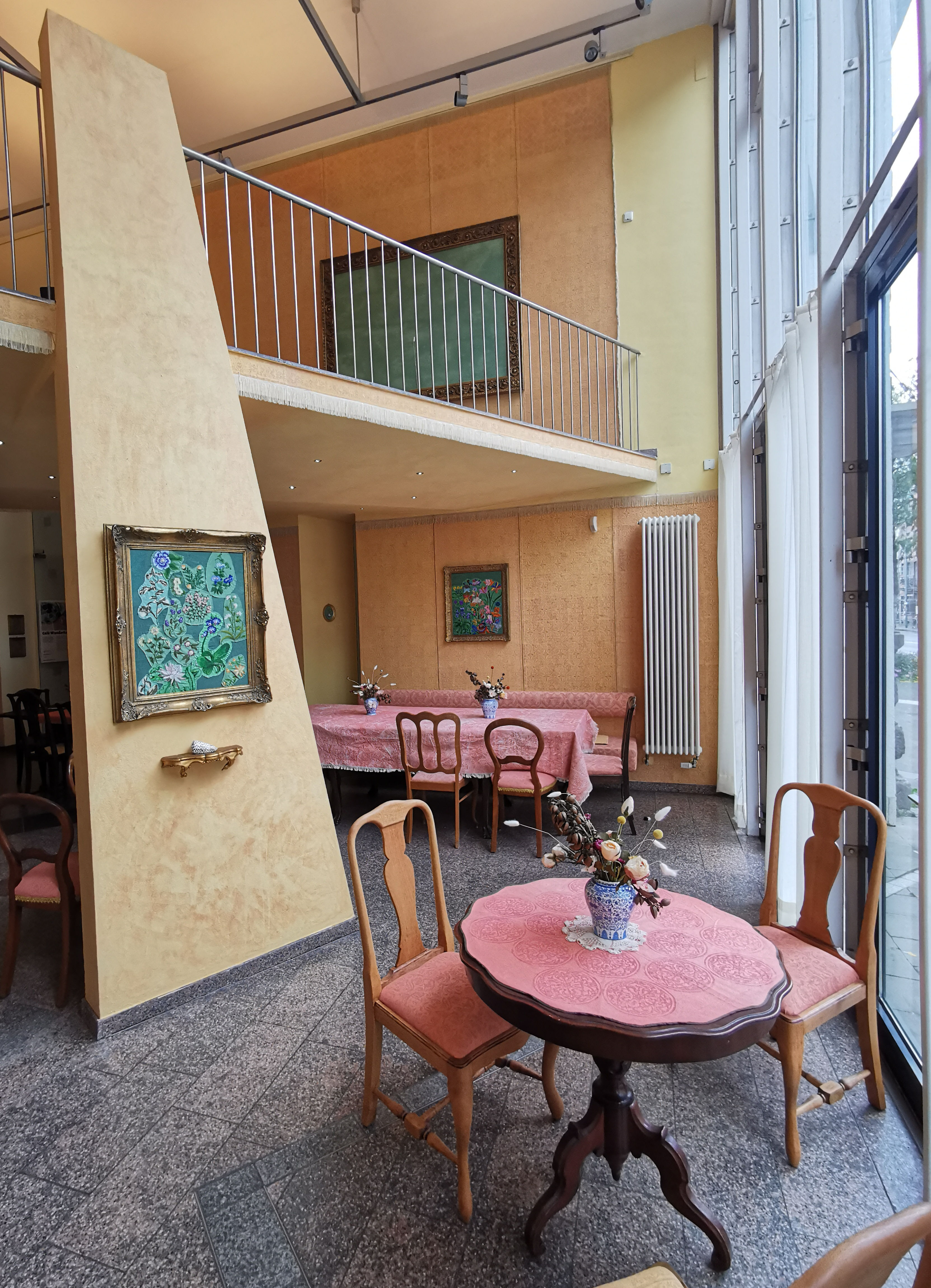
Café Wunderkammer mit Stickbildern von Vera Sous

## Direktoren
- 1898–1904: Anton Kisa
- 1904–1922: Hermann Schweitzer
- 1923–1955: Felix Kuetgens
- 1956–1965: Hans Feldbusch
- 1966–1990: Ernst Günther Grimme
- 1991–2003: Ulrich Schneider
- 2003–2005: Adam C. Oellers (Interim)
- 2005–2021: Peter van den Brink
- seit 2022: Till-Holger Borchert[3]

## Sammlung

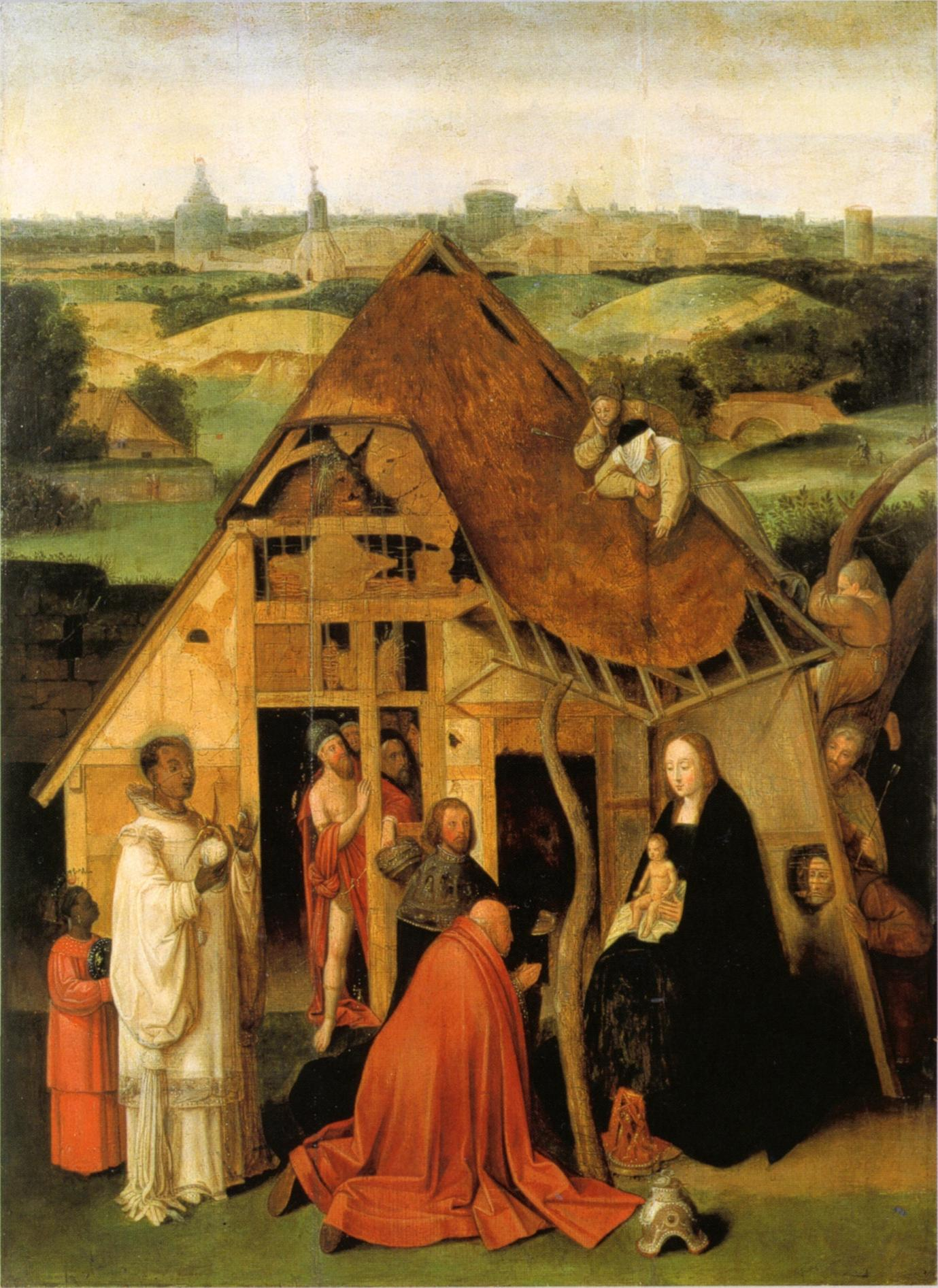
Anbetung der Könige, Kopie eines Gemäldes von Hieronymus Bosch, 1540, Schenkung von Franz Bock

Der Museumsbestand wuchs seit seiner Gründung stetig an, nicht zuletzt durch zahlreiche Stiftungen Aachener Bürger wie z. B. Anton Ignaz vom Houtem, Franz Bock und – vor allem – Irene und Peter Ludwig, die 1977 durch ihre Schenkung und auf Veranlassung des damaligen Direktors Ernst Günther Grimme ihren Namen mit dem Haus verbanden.
Die Sammlung verfügt neben Malerei und Skulptur des 12. bis 18. Jahrhunderts, Tapisserien und Goldschmiedearbeiten auch über umfangreiche Glasmalerei-Bestände vom Mittelalter bis zum 20. Jahrhundert. Einen eigenen Bereich stellen die Werke der Malerei des 19. und 20. Jahrhunderts dar, wobei hier sowohl Künstler der Klassischen Modernen wie beispielsweise Lovis Corinth, Max Slevogt, August Macke und Max Beckmann als auch der Düsseldorfer Malerschule um Johann Wilhelm Schirmer, Caspar Scheuren und Carl Ludwig Scheins sowie bedeutende Maler aus der Region, darunter Walter Ophey, Hartmut Ritzerfeld, Hanns Bolz, Barthel Gilles, Heinrich Maria Davringhausen und Johann Baptist Joseph Bastiné vertreten sind.
Eine Antikensammlung mit dem Hauptthema der attischen Vasenmalerei sowie ein 10.000 Handzeichnungen, Aquarelle und Grafiken umfassendes Kupferstichkabinett mit Meisterwerken unter anderem von Albrecht Dürer, Rembrandt und Francisco de Goya bis hin zu zeitgenössischen Künstlern runden das Angebot ab.
Die Sammlung an Kirchengerät umfasst neben Monstranzen und Kelchen aus dem 16. und 17. Jahrhundert moderne Arbeiten von Albert Sous und Benno Werth aus den 60er Jahren sowie von Fritz Schwerdt aus der Zeit 1929–1964.
2008 wurde bekannt, dass sich im Kunstmuseum der ukrainischen Stadt Simferopol 87 Gemälde des Suermondt-Ludwig-Museums befinden, die nach der Auslagerung im Zweiten Weltkrieg als Beutekunst dorthin gekommen waren. Darunter auch ein Werk von Johann Gottfried Pulian, eines der verschollenen Werke von August von Brandis und Venus in der Schmiede des Vulkan von Hendrick de Clerck.

## Ausstellungen (Auswahl)
- 1980: Kirchliche Kunst im Bistum Aachen 1930–1980[7]
- 1981: Tendenzen der modernen Kunst. Sammlung Ingrid und Hugo Jung
- 1983: Junge expressive Kunst in Italien und Deutschland. Sammlung Ingrid und Hugo Jung
- 1991: RHEINGOLD – Moderne Edelschmiedekunst in Nordrhein-Westfalen
- 1999: Jürgen Liefmann – Zeichnungen, Bilder
- 2004: Albrecht Dürer – Apelles des Schwarz-Weiss[8]
- 2005: Lebenslust und Todesfurcht – Graphische Meisterwerke der Künstlergruppe Die Brücke und ihrer Zeitgenossen aus der Sammlung Neußer
- 2005: Wolfgang Mattheuer (1927–2004) – Ikarus, der Unerkannte und der Jahrhundertschritt Zeichnungen aus Privatbesitz
- 2006: Seitenwechsel – Gemälderückseiten und ihre Geheimnisse
- 2006: Christiane Maether und ihre Schüler. Die Aachener Jahre 1982–2006
- 2007: Gemaltes Licht – Die Stillleben von Willem Kalf (1619–1693)
- 2007: Max Klinger (1857–1920) – Graphische Zyklen und Zeichnungen
- 2008: Schattengalerie – Verlorene Gemälde des Aachener Suermondt-Ludwig-Museums
- 2008: Mustergültig – Gemäldekopien in neuem Licht – Die Reiff-Sammlung zu Gast im Suermondt-Ludwig-Museum.
- 2009: Der große Virtuose – Jacob Backer (1608/9–1651)
- 2009: Roger Melis – Fotografien 1965–1989
- 2010: Hans von Aachen
- 2011: Leonardo des Nordens – Joos van Cleve
- 2011: Rembrandt gespiegelt. Meisterwerke der Radierung.
- 2013: Made in Utrecht. Meisterwerke mittelalterlicher Bildhauerkunst 1430–1530.
- 2014/2015: Dennis Stock. Fotografie (kuratiert von Sylvia Böhmer)
- 2016-: Wundern und Staunen: Die neue ‚Bürgerliche Kunstkammer‘
- 2017: Blut und Tränen. Aelbert Bouts und das Antlitz der Passion
- 2017: Herbert Falken – Lazarus. Eine Trauerarbeit in 16 Bildern
- 2017/2018: BEWundern. Entwürfe von Studierenden der Fakultät für Architektur der RWTH Aachen
- 2017: Camille Corot: Ein Poet der Landschaft. Bilder aus dem Musée des Beaux Arts Reims
- 2017/2018: Blicke, die bleiben. Fotografische Porträts aus der Sammlung Fricke
- 2018: Gestatten, Suermondt! Sammler, Kenner, Kunstmäzen
- 2018: Walter Dohmen – Arbeiten auf Papier aus 5 Jahrzehnten. Neuerwerbungen
- 2018/2019: Marc Riboud – Meine Bilder sind Notizen
- 2018/2019: Chambre Privée – Das Pop up-Wohnzimmer
- 2018/2019: Lebendige Form – Bronzen und Zeichnungen des Aachener Bildhauers Wolfgang Binding
- 2021: Dürer war hier (Albrecht Dürers Reise in die Niederlande und nach Aachen 1520–1521)
- 2022: Kabinettausstellung: Der Schmerz des Vaters? Die trinitarische Pieta zwischen Gotik und Barock. Zu einer Skulptur aus der Sammlung Peter und Irene Ludwig, Kuratoren: Dagmar Preising und Michael Rief
- 2022: Rufina Bazlova. Ein roter Faden. Ausstellung im Rahmen der Karlspreisverleihung
- 2022: Kampf mit dem Engel. Ein Zyklus von Herbert Falken
- 2022: Aufbruch in die Moderne. Werke des Expressionismus. Aus der Sammlung Felix und Herlinde Peltzer-Stiftung
- 2022/2023: Max Beckmann. Loge im Welttheater
- 2023: Weitsicht. Junger Blick auf Alte Meister. Ein Projekt mit der Kunstwerkstatt der Lebenshilfe Aachen – Werkstätten und Service GmbH
- 2023: Chronik eines Augenblicks. Bilder und ihre Geschichten in der Sammlung Fricke
- 2023/24: Heimspiel. Flämische Malerei zu Hause in Aachen
- 2024: im Kupferstichkabinett und Foyer: Hermann Josef Mispelbaum. Tiefgang der Linie
- 2024: Nord Nordwest. Carl Schneiders, Aachen und das Meer
- 2024/25: Ansichtssachen. Alte Schätze neu betrachtet
- 2025: Jenseits des Sichtbaren. Die Bilderwelt von Michael Triegel